# Dario Hunt
Pour les articles homonymes, voir Hunt.
Dario Hunt, né le 2 mai 1989 à Tampa en Floride, est un joueur américain de basket-ball. Il évolue aux postes d'ailier fort et de pivot.

## Biographie
Le 13 juin 2016, il signe au SLUC Nancy.
En août 2021, Hunt s'engage pour une saison avec le Promithéas Patras, club grec de première division.

## Palmarès et distinctions

### Distinctions personnelles
- 1 fois joueur de la semaine en championnat de Belgique[3].